# Варфоломеев, Михаил Петрович
Михаил Петрович Варфоломеев (1918—?) — советский военнослужащий. В Рабоче-крестьянской Красной Армии служил с 1939 по 1945 год. Участник Великой Отечественной войны. Воинское звание — гвардии старшина. Один из полных кавалеров ордена Славы, награждённых в годы войны четырьмя орденами Славы.
Все четыре ордена Славы М. П. Варфоломеев получил за форсирование водных преград с последующим закреплением береговых плацдармов. При этом ни разу к ордену Славы не представлялся.

## Биография
Михаил Петрович Варфоломеев родился 22 ноября 1918 года в селе Глыбочка Сомовской волости Карачевского уезда Орловской губернии РСФСР (ныне село Глыбочки Шаблыкинского района Орловской области Российской Федерации) в крестьянской семье. Русский. В детстве с родителями переехал в город Мелитополь Запорожской области. В 1933 году окончил семь классов школы. До призыва на военную службу работал на стройке.

### На фронтах Великой Отечественной войны

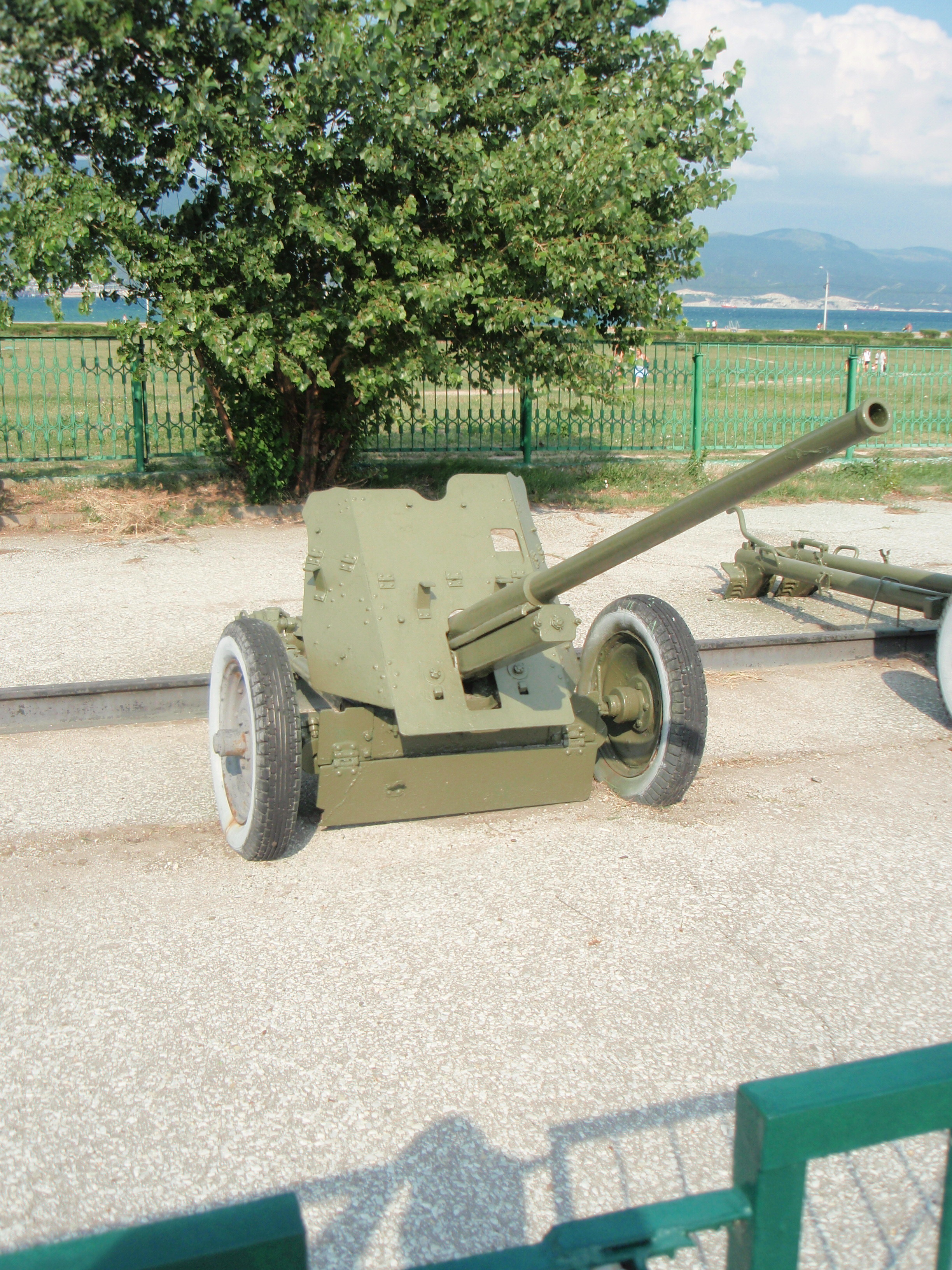
М-42

В ряды Рабоче-крестьянской Красной Армии М. П. Варфоломеев был призван Мелитопольским районным военкоматом в августе 1939 года. Служил в артиллерийской части недалеко от западных границ СССР. В боях с немецко-фашистскими захватчиками с июня 1941 года. Сражаясь на Западном и Юго-Западном фронтах, участвовал в приграничном сражении, оборонительных боях на Днепре и Дону.
В составе 58-й гвардейской стрелковой дивизии ефрейтор М. П. Варфоломеев не позднее весны 1943 года в должности наводчика 45-миллиметрового орудия истребительно-противотанкового батальона 175-го гвардейского стрелкового полка. В августе — сентябре 1943 года принимал участие в Белгородско-Харьковской операции и освобождении Левобережной Украины. Особенно отличился при форсировании Днепра.

### Форсирование Днепра

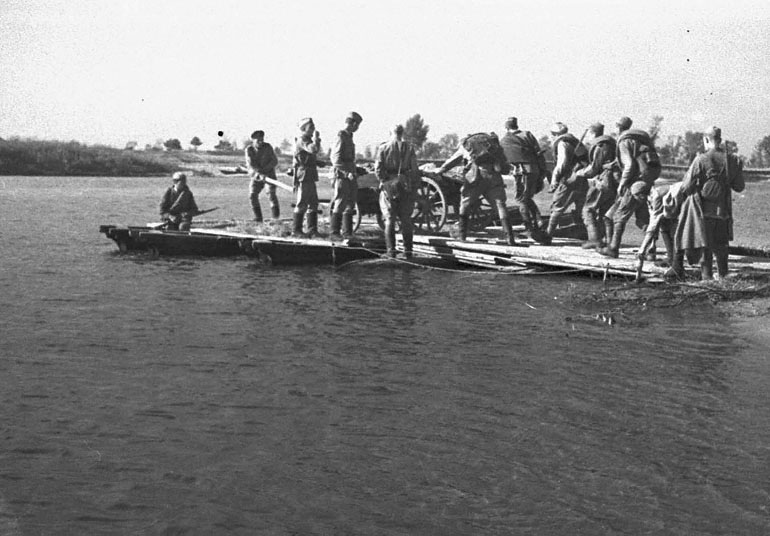
Артиллерийский расчёт форсирует Днепр. Осень 1943 года

В ходе Битвы за Днепр в боях 22—23 сентября 1943 года 175-й гвардейский стрелковый полк под командованием гвардии подполковника В. И. Былинкина образцово выполнил поставленную боевую задачу: преодолев упорное сопротивление превосходящих сил противника, гвардейцы продвинулись вперёд на 20 километров и вышли на левый берег Днепра. В ночь с 25 на 26 сентября два штурмовых батальона полка на подручных средствах начали форсирование водной преграды. Почти сразу противник открыл по десанту ураганный огонь из всех видов оружия с острова Пушкарёвского, расположенного в русле реки. Выдвинув своё орудие к самой кромке воды, гвардии ефрейтор М. П. Варфоломеев прямой наводкой уничтожил 3 пулемётные точки, рассеял и частично уничтожил до роты немецкой пехоты. Благодаря мужеству и умелой боевой работе наводчика Варфоломеева советские десантники с минимальными потерями достигли острова и скоро очистили его от противника. Переправившись вслед за десантниками на остров Пушкарёвский, артиллерийский расчёт, в составе которого воевал Михаил Петрович, огнём своего орудия прикрывал высадку стрелковых батальонов на правый берег Днепра и способствовал овладению восточной окраиной села Пушкарёвка.
В октябре 1943 года гвардии ефрейтор М. П. Варфоломеев принимал участие в боях за удержание и расширение плацдарма на правом берегу Днепра, в составе своего подразделения освобождал город Верхнеднепровск. 27 октября в бою за село Адамовка Михаил Петрович в составе своего расчёта способствовал отражению трёх контратак противника, а также меткими выстрелами уничтожил два пулемёта, мешавших продвижению советской пехоты, чем содействовал овладению опорным пунктом немецкой обороны. В первой половине декабря в боях севернее Кривого Рога Михаил Петрович был ранен в левую руку и эвакуирован в армейский госпиталь.
За отличие при форсировании Днепра и в боях за плацдарм на правом берегу реки командир 175-го гвардейского полка представил наводчика Варфоломеева к ордену Отечественной войны 2-й степени, но решением командующего артиллерией 57-й армии генерал-майора артиллерии А. Е. Брейдо представление было изменено на орден Славы 3-й степени. Высокая награда Михаилу Петровичу была присвоена приказом от 19 декабря 1943 года.

### Форсирование Южного Буга

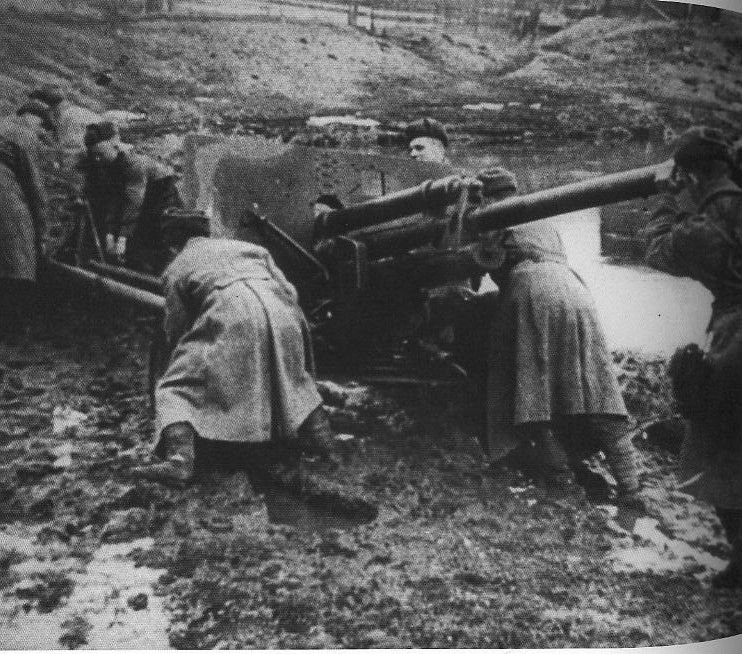
Советские артиллеристы на Правобережной Украине. Март 1944 года

После возвращения в строй в начале января 1944 года М. П. Варфоломеев получил сержантское звание и был назначен на должность командира орудия. Сражаясь в составе своего подразделения на 3-м Украинском фронте, Михаил Петрович принимал участие в Никопольско-Криворожской и Березнеговато-Снигирёвской операциях, в ходе которых огнём орудия неоднократно прокладывал путь своей пехоте и способствовал отражению вражеских контратак. В условиях рано начавшейся распутицы и бездорожья его расчёт, находившийся в боевых подразделениях пехоты, сумел выдержать высокие темпы наступления от реки Ингулец до Южного Буга. 21 марта 1944 года гвардии сержант М. П. Варфоломеев со своими бойцами огнём орудия способствовал продвижению вперёд стрелковых подразделений и овладению опорным пунктом немецкой обороны посёлком Александровка. В ночь на 23 марта 1944 года, находясь под ураганным огнём противника, гвардейский расчёт сержанта Варфоломеева прикрывал переправу штурмового отряда через Южный Буг и чёткой и уверенной работой содействовал завоеванию плацдарма на правом берегу реки. Вслед за десантниками Михаил Петрович на подручных средствах переправил свою сорокапятку на другой берег реки и принимал участие в отражении ожесточённых контратак противника. В период с 23 по 26 марта его расчёт оказал существенную огневую поддержку стрелковым подразделениям в боях за удержание и расширение захваченного плацдарма и при освобождении села Акмечеть, уничтожив при этом 4 вражеские огневые точки и истребив до 60 солдат и офицеров неприятеля.
С захваченного десантниками плацдарма на правом берегу Южного Буга части 58-й гвардейской стрелковой дивизии перешли в наступление в рамках начавшейся 26 марта Одесской операции. При прорыве обороны противника у села Первомайск и в ожесточённом бою за станцию Мигай 5 апреля 1944 года расчёт гвардии сержанта Варфоломеева подавил три пулемётные точки и уничтожил до десяти немецких солдат, дав возможность стрелковым подразделениям занять выгодные рубежи и развить дальнейшее наступление.
21 апреля 1944 года М. П. Варфоломеев был вторично представлен к ордену Отечественной войны 2-й степени, но приказом войскам 37-й армии от 26 июня был награждён орденом Славы 2-й степени (№ 10056).

### Бои на Днестре

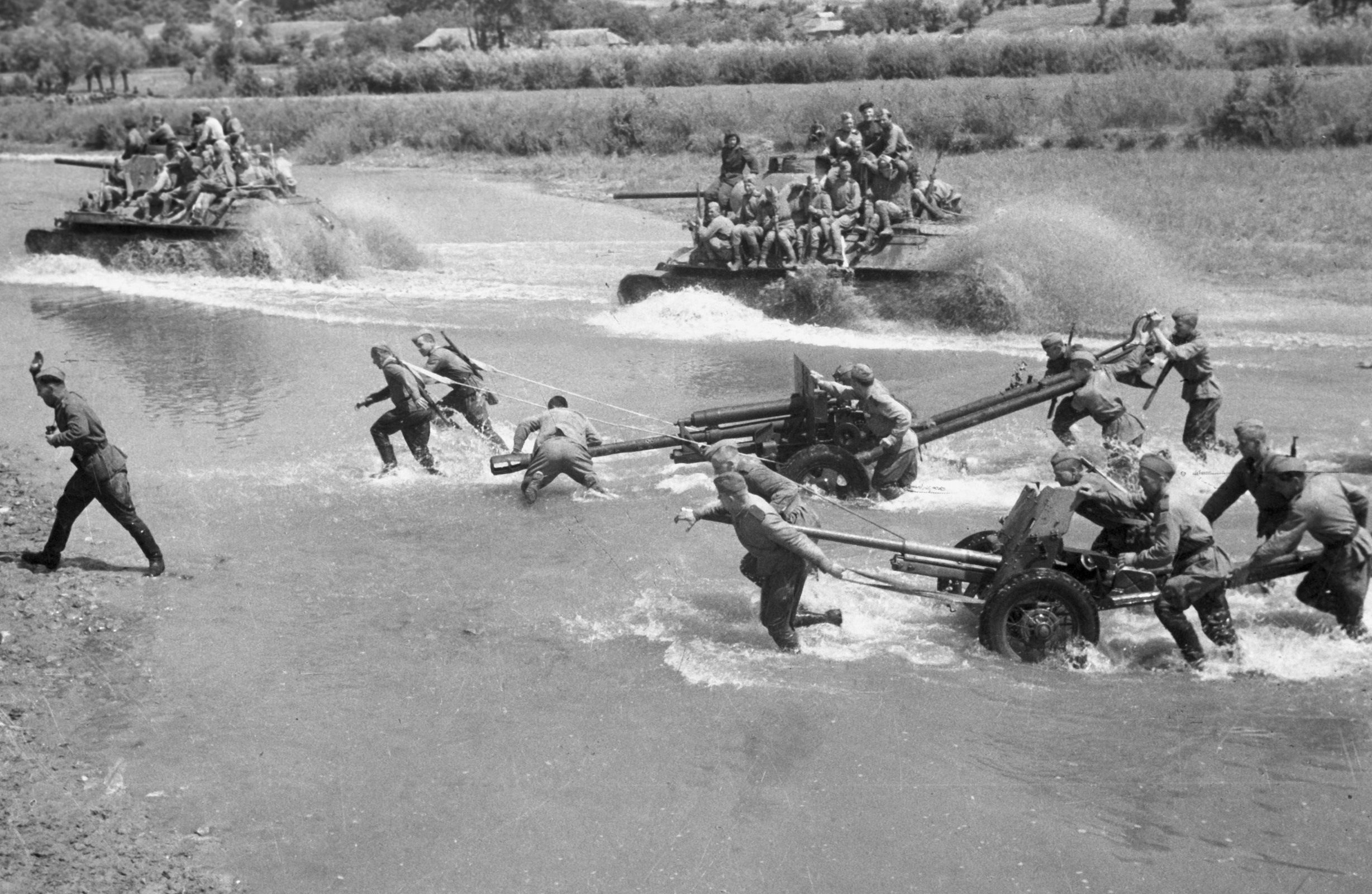
Советские артиллеристы форсируют водную преграду и сходу вступают в бой. 1944 год

12 апреля 1944 года части 57-й стрелкового корпуса генерал-майора Ф. А. Осташенко освободили село Парканы и вышли к Днестру в районе крепости города Бендеры. В 9 часов вечера штурмовой батальон 175-го гвардейского стрелкового полка под яростным огнём противника форсировал Днестр у села Варница и захватил небольшой плацдарм на юго-западной окраине населённого пункта. Немцы всеми силами пытались затруднить переправу советских войск, но в ночь с 13 на 14 апреля дивизионные сапёры сумели наладить паром, с помощью которого на другой берег переправились основные силы полка и четыре 45-миллиметровых орудия, в том числе и орудие гвардии сержанта М. П. Варфоломеева. В ходе ночного боя гвардейцы полковника В. И. Былинкина выбили немцев из Варницы, но к рассвету противник сумел подтянуть резервы. Стремясь любой ценой отбросить советские войска обратно за Днестр, немецкое командование бросило в бой крупные силы пехоты при поддержке артиллерии, авиации и нескольких танков. При отражении контратак врага гвардии сержант Варфоломеев «проявил себя стойким, мужественным и отважным командиром». Ведя огонь по цепям наседающего противника, он точными выстрелами из своей сорокапятки наносил немцам большой урон в живой силе, вынуждая их всякий раз откатываться назад. Когда небольшой группе солдат неприятеля удалось близко подобраться к орудию, он взялся за автомат, и смело вступив в бой с превосходящим по численности врагом, уничтожил четырёх военнослужащих вермахта. Всего в ходе ожесточённого боя, затихшего только с наступлением темноты, гвардейский расчёт Варфоломеева отразил шесть контратак противника. При этом Михаил Петрович со своими бойцами уничтожил два пулемёта с расчётами, подавил огонь двух миномётов и истребил до 35 немецких солдат и офицеров.
Утром следующего дня подразделения 58-й гвардейской стрелковой дивизии перешли в наступление с целью расширения плацдарма, получившего название Варницкого. Расчёт гвардии сержанта М. П. Варфоломеева находился в боевых порядках пехоты, штурмовавшей высоту 135,0. Прокладывая путь стреловым подразделениям, Михаил Петрович прицельными выстрелами вывел из строя два немецких станковых пулемёта вместе с расчётами, после чего открыл ураганный огонь прямой наводкой по траншеям противника, рассеяв и частично уничтожив до взвода солдат и офицеров неприятеля. Решительные и умелые действия артиллеристов помогли пехотинцам овладеть укреплениями врага.
За доблесть и мужество, проявленные в боях на правом берегу Днестра, командир полка 17 мая 1944 года представил М. П. Варфоломеева к ордену Красной Звезды. Однако приказом от 22 мая Михаил Петрович был повторно награждён орденом Славы 3-й степени (№ 65340).

### Форсирование Одера
31 мая 1944 года 58-я гвардейская стрелковая дивизия была выведена с Варницкого плацдарма, и совершив многокилометровый марш, 5 августа форсировала Вислу и вступила в бой с контратакующим противником на Сандомирском плацдарме. 175-й гвардейский стрелковый полк под командованием гвардии майора А. Т. Гордеева в период с 8 по 20 августа отразил до 17 контратак немецкой пехоты и танков их состава 4-й танковой и 17-й армий вермахта. В ожесточённых кровопролитных боях личный состав полка, в том числе и расчёт М. П. Варфоломеева, уничтожил 7 танков, 3 артиллерийских орудия, 7 пулемётов, 10 автомашин и более 500 солдат и офицеров неприятеля. За отличие в боях Михаил Петрович к концу 1944 года получил звание гвардии старшего сержанта.
С удержанного на правом берегу Вислы плацдарма войска 1-го Украинского фронта 12 января 1945 года перешли в наступление в рамках Сандомирско-Силезской фронтовой операции стратегического Висло-Одерского плана. 58-я гвардейская стрелковая дивизия 5-й гвардейской армии наступала с южной оконечности плацдарма. 13 января 175-й гвардейский стрелковый полк смелым обходным манёвром вышел в тыл немцев и штурмом овладел сильно укреплённым опорным пунктом обороны противника селом Хроберж (Chroberz). Преследуя стремительно отступающего врага, гвардейцы майора Гордеева стремительно продвигались на запад. На всём протяжении пути от Вислы до Одера гвардии старший сержант М. П. Варфоломеев со своим орудием находился в передовых частях своей пехоты и не раз способствовал её продвижению вперёд, вместе с пехотинцами форсировал Ниду, Пилицу и Варту, освобождал город Гуттентаг.
23 января полк достиг реки Одер в районе населённого пункта Гросс Дёберн в пяти километрах северо-западнее города Оппельна. Одним из первых на левый берег реки переправился расчёт Варфоломеева. Несмотря на сильный артиллерийско-миномётный огонь со стороны противника и бомбёжку с воздуха Михаил Петрович со своими бойцами быстро установил орудие на огневую позицию и открыл стрельбу по контратакующей пехоте противника. Когда в ходе ожесточённого боя из строя вышли наводчик и замковый, Варфоломеев сам встал к орудию и в одиночку отразил три контратаки немцев, уничтожив при этом свыше 60 вражеских солдат. Смелыми и решительными действиями артиллерист дал возможность преодолеть водную преграду основным силам полка с минимальными потерями. Санитарные и безвозвратные потери в стрелковых подразделениях полка при форсировании Одера составили чуть более 20 человек.

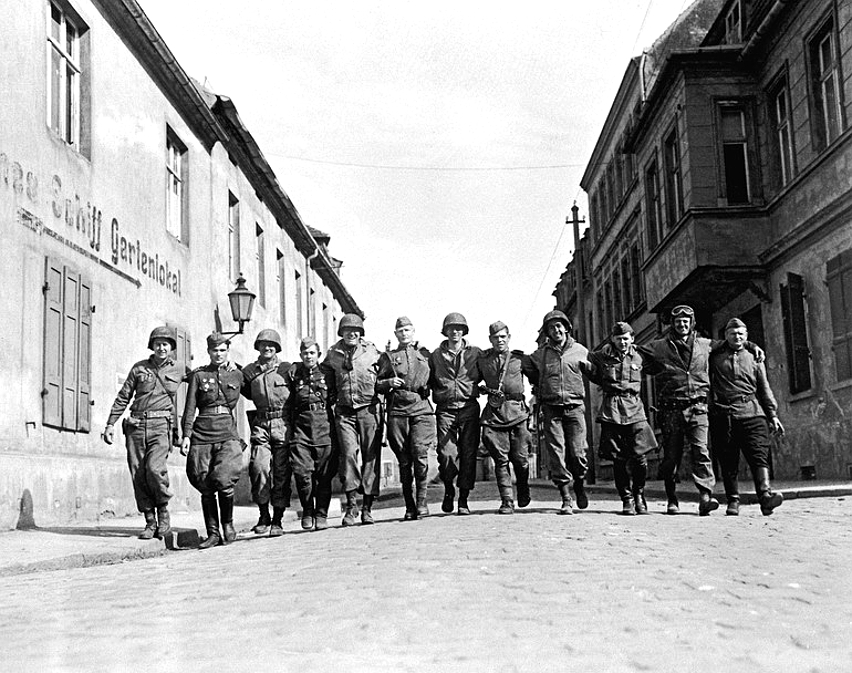
Союзники в Торгау

Ранним утром 24 января батальоны полка атаковали оборонительные порядки неприятеля, и потеснив его, овладели населённым пунктом Фишбах и перерезали дорогу на Шургаст, откуда немцы перебрасывали подкрепления в район Оппельна. Стремясь во что бы то ни стало вернуть утраченные позиции, противник яростно контратаковал гвардейцев превосходящими силами пехоты и танков. Не считаясь с потерями, немцы упорно продвигались вперёд. Когда группе немецких солдат удалось приблизиться к огневой позиции орудия гвардии старшего сержанта Варфоломеева на 20 метров, Михаил Петрович поднял свой расчёт в рукопашную и в ожесточённой схватке полностью истребил вражеский отряд. Через некоторое время неприятель вновь бросил на штурм деревни Фишбах крупные силы пехоты при поддержке нескольких танков и бронемашин. Стойко удерживая занимаемые рубежи, Варфоломеев со своими бойцами подбил три бронемашины и уничтожил до 140 солдат и офицеров вермахта, чем в значительной мере способствовал отражению контратаки.
За отличие при форсировании Одера и в боях за удержание и расширение плацдарма на левом берегу реки 25 февраля 1945 года командир 175-го гвардейского стрелкового полка представил гвардии старшего сержанта М. П. Варфоломеева к ордену Красного Знамени. Пока решался вопрос о награждении в вышестоящих инстанциях, М. П. Варфоломеев успел поучаствовать в операции по окружению и ликвидации оппельнской группировки противника, форсировал Нейсе и Шпрее в ходе Берлинской операции, 23 апреля вышел к реке Эльбе в районе Торгау, где части 58-й гвардейской стрелковой дивизии встретились с подразделениями американской 69-й пехотной дивизии, штурмовал город Дрезден. Боевой путь Михаил Петрович завершил в столице Чехословакии городе Праге. Указом Президиума Верховного Совета СССР от 27 июня 1945 году гвардии старший сержант М. В. Варфоломеев был награждён орденом Славы 1-й степени (№ 194).

### После войны
В 1945 году старшина М. П. Варфоломеев был демобилизован. Жил в городе Кишинёве Молдавской ССР, работал в стройтресте, участвовал в послевоенном восстановлении города. В 1985 году по случаю 40-летия Победы был награждён орденом Отечественной войны 1-й степени. На момент распада Советского Союза проживал в Молдавии. Сведения о дальнейшей судьбе ветерана отсутствуют.

## Награды
- Орден Отечественной войны 1-й степени (06.04.1985)[19].
- Орден Славы 1-й степени (27.06.1945)[17].
- Орден Славы 2-й степени (26.06.1944)[9].
- Орден Славы 3-й степени — дважды (19.12.1943; 22.05.1944)[7][10].
- Медали, в том числе:

медаль «За отвагу»;
медаль «За победу над Германией в Великой Отечественной войне 1941-1945 гг.»;
медаль «За освобождение Праги».

## Документы
- Общедоступный электронный банк документов «Подвиг Народа в Великой Отечественной войне 1941—1945 гг.» Архивировано из оригинала 13 марта 2012 года. Номера в базе данных:

Орден Отечественной войны 1-й степени (архивный реквизит 1519011690).
Орден Славы 1-й степени (архивный реквизит 46956046).
Указ Президиума Верховного Совета СССР от 27 июня 1945 года.
Список награждённых указом Президиума Верховного Совета СССР от 27 июня 1945 года.
Орден Славы 2-й степени (архивный реквизит 32452414).
Орден Славы 3-й степени от 19 декабря 1943 года (архивный реквизит 22228674).
Орден Славы 3-й степени от 22 мая 1944 года (архивный реквизит 31972505).